# Дятлово (Наро-Фоминский район)
Дя́тлово — деревня в Наро-Фоминском районе Московской области, входит в состав сельского поселения Атепцевское. В деревне числятся 8 улиц и 8 садоводческих товариществ. До 2006 года Дятлово входило в состав Каменского сельского округа.
Деревня расположена на юге центральной части района, у границы с Калужской областью, на берегах речки Кременки, примерно в 16 км к юго-востоку от Наро-Фоминска, высота центра над уровнем моря 165 м. Ближайшие населённые пункты — Собакино в 1,5 км на север и Плаксино — в 2 км на северо-запад.

## Население
| 2002 | 2006 | 2010 |
| ---- | ---- | ---- |
| 6    | ↘2   | ↘0   |